# Passage de la Folie-Régnault
Le passage de la Folie-Régnault est une voie du 11e arrondissement de Paris, en France.

## Situation et accès
Le passage de la Folie-Régnault est situé dans le 11e arrondissement de Paris. Il débute au 62, rue de la Folie-Régnault et se termine au 43, boulevard de Ménilmontant.

## Origine du nom
En 1371, le sieur Régnault de Wandonne, épicier, bourgeois de Paris, possédait des terres en cet endroit qui, en 1396, sans doute à la suite de constructions, porte déjà le vocable de « la Folie-Régnault » et devient un lieu-dit.

## Historique
Cette voie est classée dans la voirie parisienne par arrêté du 1er septembre 1932. 